# Elimaea leeuweni
Elimaea leeuweni är en insektsart som beskrevs av Heinrich Hugo Karny 1926. Elimaea leeuweni ingår i släktet Elimaea och familjen vårtbitare. Inga underarter finns listade i Catalogue of Life.